# Francisco Javier Sanz Fernández
Francisco Javier Sanz Fernández (Valencia, 13 de enero de 1949) es un ingeniero agrónomo, político y catedrático de universidad español, diputado en el Congreso de los Diputados durante tres legislaturas y otras tantas veces en el Parlamento Europeo.

## Biografía
Licenciado primero, y doctorado después como ingeniero agrónomo por la Universidad Politécnica de Valencia (UPV), fue profesor adjunto interino y, después, profesor adjunto numerario en la Escuela Técnica Superior de Ingenieros Agrónomos (ETSIA) de Valencia, para pasar más tarde como profesor agregado por oposición de la Universidad de Córdoba. En los años 1970 fue profesor de biología en un instituto de bachillerato, en la Universidad CEU San Pablo de Valencia, y trabajó en el Consejo Superior de Investigaciones Científicas (CSIC). Más tarde continuó su trabajo en la UPV como catedrático de Tecnología de los Alimentos, universidad donde ha sido vicerrector en 2003 y rector en funciones entre 2004 y 2005 en sustitución de Justo Nieto.
En el ámbito político, desde 1976 es miembro del Partido Socialista Obrero Español (PSOE) y de la Federación de Trabajadores de la Enseñanza (FETE) del sindicato UGT. A lo largos de los años 1980 y 1990, ocupó diversos cargos de responsabilidad en la dirección del Partido Socialista del País Valenciano (PSPV-PSOE) a nivel de la provincia de Valencia y de su ejecutiva nacional. Fue candidato al Congreso de los Diputados por la circunscripción de Valencia en las elecciones de 1977, primeras en libertad tras la dictadura, pero no fue elegido. En las siguiente convocatoria en 1979 sí obtuvo el escaño, y lo renovó en 1982 y 1986. Como parlamentario en la cámara baja, fue miembro de la Comisión de Presupuestos y participó activamente en el Plenario de Parlamentarios del País Valenciano encargado de redactar el proyecto del Estatuto de Autonomía de la Comunidad Valenciana de 1982. En esa etapa preautonómica, fue director general de política interior del Consejo del País Valenciano (1978-1979) con la presidencia de Josep Lluís Albiñana. Abandonó el escaño como diputado en el Congreso, y le sustituyó Daniel Vidal Escartí, cuando fue elegido diputado al Parlamento Europeo en las elecciones de 1987. Volvió a ser eurodiputado en las elecciones de 1989 y 1994. Como parlamentario europeo fue vicepresidente de la Delegación para las relaciones con Australia y Nueva Zelanda (1992-1994) y de la Comisión de Cultura, Juventud, Educación, y Medios de Comunicación (1994-1997).